# 李正印
李正印（1962年8月—），男，汉族，山西武乡人。中华人民共和国政治人物。1982年8月参加工作，1984年6月加入中国共产党。大同煤矿学校地下采煤专业毕业，中央党校在职研究生学历。

## 生平
1982年8月毕业后，李正印在中国共青团工作近20年，历任大同煤炭工业学校共青团委副书记、书记，共青团山西省委青工部部长助理、副部长，共青团山西省委办公室主任。1997年10月，任共青团山西省委副书记。2001年10月，任中共山西省纪委常务委员。2004年3月，任山西省纪委常委、省监委副主任。2006年6月，任中共山西省纪委副书记。
2012年1月，任中共朔州市委副书记、朔州市代市长，4月当选市长。2013年，被选为第十二届全国人民代表大会代表。2013年9月，任山西省交通运输厅党组书记、厅长。2016年11月10日，任中共吕梁市委书记。2018年1月29日，当选山西省政协副主席。